# جانی جونز
جانی جونز (ویلزی: Joni Jones) نام یک مجموعهٔ تلویزیونیِ کوتاه ولزی است که در سال ۱۹۸۲ میلادی منتشر شد. داستان آن برگرفته از رمان «رهایی از نادانی» نوشته‌ی آر. گرالت جونز (۱۹۶۶) است و روایتگر زندگی پسرکی جوان در شمال ولز در دوران جنگ جهانی دوم است. نخستین بار این مجموعه در روز کریسمس سال ۱۹۸۸ از شبکه ولزی S4C پخش شد. نسخه‌ی اصلی آن شامل پنج قسمت ۳۰ دقیقه‌ای بود، اما بعدها برای شرکت‌های میراماکس و دیزنی به یک فیلم بلند ۹۰ دقیقه‌ای تبدیل شد. 
دومین قسمت این مجموعه، با عنوان «Yr Ifaciwis» (به‌معنای «آوارگان»)، نخستین فیلم ولزی‌زبان بود که در جشنواره فیلم لندن به نمایش درآمد.
این سریال در دههٔ ۶۰ خورشیدی از برنامهٔ کودک و نوجوان پخش شد و «زهره شکوفنده» به‌جای جانی جونز و «آزیتا لاچینی» به‌جای مادرِ جانی جونز، صداپیشگی کرده بودند.

## قسمت‌ها
این سریال در یک فصل و پنج قسمت حدوداً ۳۰ دقیقه‌ای ساخته شده است:
- فصل اول/قسمت اول: نیم‌تاج جانی
- فصل اول/قسمت دوم: آدامس
- فصل اول/قسمت سوم: جنگ‌زده‌گان (آوارگان)
- فصل اول/قسمت چهارم: فراری
- فصل اول/قسمت پنجم: نامه